# Nick Symmonds
Nicholas Symmonds (* 30. prosince 1983, Blytheville, Arkansas, USA) je bývalý americký běžec na střední tratě z Boise, Idaho, během kariéry se specializoval na vzdálenosti 800 metrů a 1500 metrů.
Symmonds byl od roku 2014 sponzorován společností Brooks Running, předtím byl sedm let sponzorován společnosti Nike. Při studiu vysoké školy Willamette University vyhrál sedm titulů NCAA Division III. Symmonds je šestinásobný mistr USA v běhu na 800 metrů. V běhu na 800 m se zúčastnil dvou olympijských her, v Pekingu v roce 2008 se dostal do semifinále a v Londýně v roce 2012 skončil pátý ve finále s osobním rekordem 1:42,95 za novým světovým rekordem Davida Rudishe. Získal stříbrnou medaili v běhu na 800 metrů na Mistrovství světa v roce 2013, v roce 2009 skončil šestý a v roce 2011 pátý.

## Vzdělání
Symmonds se narodil 30. prosince 1983 v Blytheville v Arkansasu. Když mu byly tři roky, tak se s rodinou přestěhoval do Boise v Idahu. Jeho otec Jeffrey Symmonds je chirurg a jeho matka Andrea je učitelkou. Vyrůstal v Boise, kde v roce 2002 vystudoval střední školu biskupa Kellyho. Na střední škole obdržel skautské vyznamenání Eagle Scout. Na střední škole vyhrál státní mistrovství v běhu na 800 m (OR 1:53), 1600 m (OR 4:20) a několik závodů na 3200 m a štafetu běhu na 4 × 400 m. Nastoupil na Willamette University v Salemu v Oregonu, kde získal atletické stipendium. Ve Willamette v roce 2006 získal titul v oboru biochemie a byl členem bratrství Sigma Chi.

## Běžecká kariéra

### Univerzitní závody
Zatímco studoval Willamette University zvítězil v každém ze čtyř roků studia v závodě na 800 m v rámci mistrovství NCAA a v závodě na 1500 m jako freshman, junior a senior. Jeho nejrychleji zaběhnutých 800 metrů (1:45,83) je nejrychlejším během v historii NCAA Division III. Jeho nejlepší výkon na 1500 m (3:40,91) se řadí na 3. místo v NCAA Division 3.
| Rok     | Northwest Conference Cross Country | NCAA Cross Country | Severozápadní konference Outdoor | NCAA Outdoor          |
| ------- | ---------------------------------- | ------------------ | -------------------------------- | --------------------- |
| 2005-06 | 25:18,1 1.                         | 27:12,2 9 3.       | 1:55,39 1. 4:04,75 1.            | 1:49,59 1. 3:49,24 1. |
| 2004-05 | 26:27,5 7.                         | 25:49,2 84         | 1:52,60 1.                       | 1:49,87 1. 3:54,20 1. |
| 2003-04 |                                    |                    | 1:55,51 1.                       | 1:50,87 1.            |
| 2002-03 | 26:16,7 8.                         | 26:18,3 89         |                                  | 1:49,51 1. 3:46,66 1. |

### Po vysoké škole

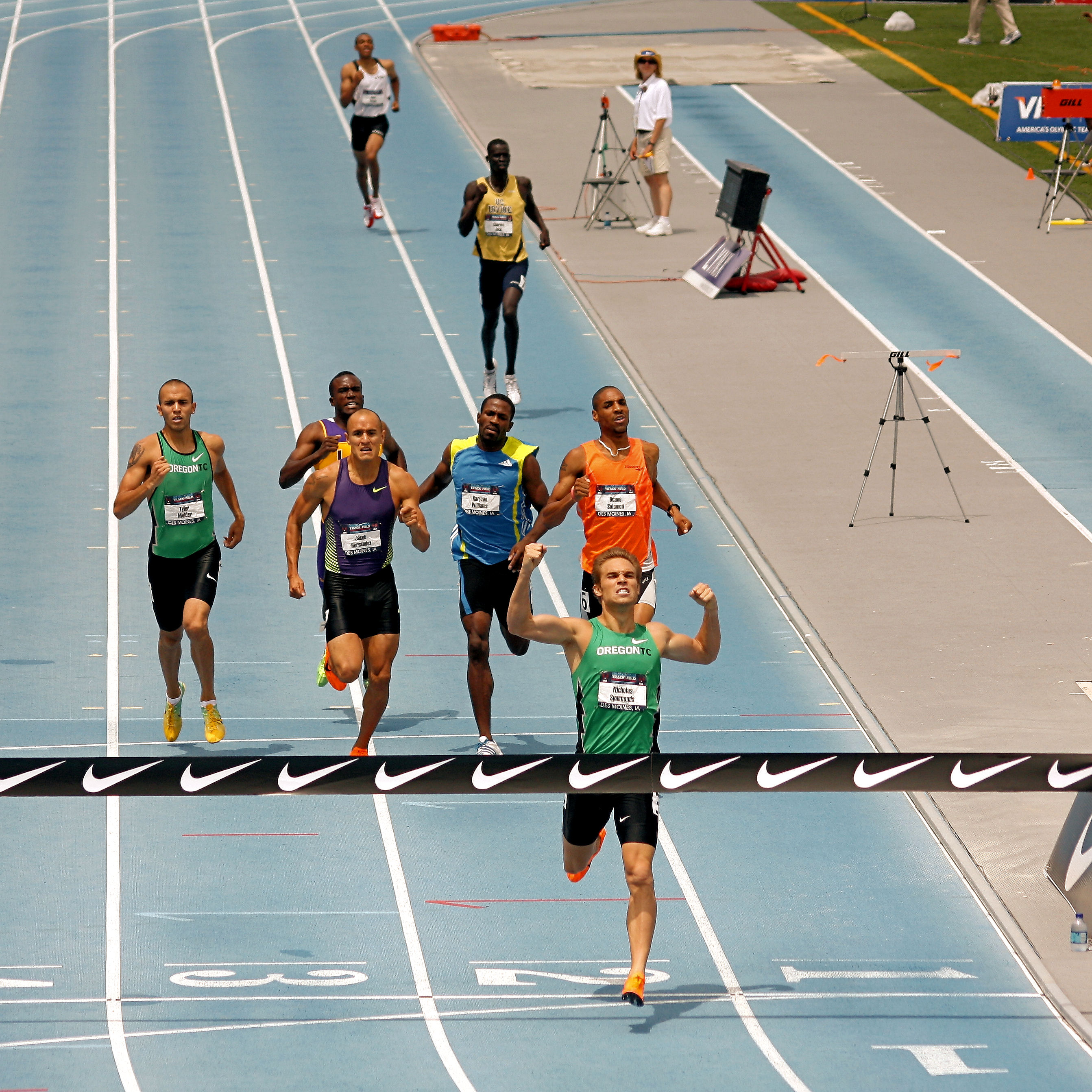
Symmonds během mistrovství USA v venkovní atletice v roce 2010

Po škole se Symmonds přidal do klubu Oregon Track Club Elite. Jako sedminásobný mistr na venkovní trati na úrovni NCAA III, se v roce 2006 stal na závodech na 800 metrů běžcem na závodech ligy AT&T. V roce 2007 vyhrál závod na 800 m na mítinku Prefontaine Classic v Eugene v Oregonu, ve svém tehdejším osobním rekordu 1:44,54 a překvapil tak tehdejšího olympijského šampiona Jurije Borzakovského tím, že ho porazil.
V roce 2008 Symmonds vyhrál olympijskou přípravu Spojených států v běhu na 800 m, která se konala v Eugene v Oregonu v osobním rekordu 1:44,10. Byl prvním ze tří atletů z Oregonu, kteří tento závod před domácím publikem vyhráli, dalšími dvěma byli Andrew Wheat z University of Oregon a kolega z Oregon Track Club Christian Smith, tím se všichni tři kvalifikovali do amerického olympijského týmu na letní olympijské hry v roce 2008 v Pekingu v Číně. Na olympijských hrách v Pekingu vyhrál Symmonds první rozběh a poté doběhl v seminifinále pátý a nekvalifikoval se tak s časem 1:46,96 do finále.
Symmonds se v roce 2009 dále zlepšoval a vyhrál mistrovství USAATF, čímž se kvalifikoval na mistrovství světa. V rámci přípravy na mistrovství si Symmonds dne 29. července 2009 v Monaku vylepšil osobní rekord na 1:43,83. O několik týdnů později se Symmonds stal prvním Američanem, který se od roku 1997 kvalifikoval do finále běhu na 800 m mužů. Skončil na šestém místě v čase 1:45,71. V roce 2010 opět zlepšil svůj osobní rekord na 1:43,76 při doběhu na třetím místě za světovým rekordem Davida Rudishe v italském Rieti.
Dne 25. června 2012 se Symmonds zúčastnil na olympijské přípravy Spojených států opět v Eugene v Oregonu. Symmonds doběhl druhý a kvalifikoval se tak opět na olympijské hry.
Na olympijských hrách v Londýně se Symmonds kvalifikoval do finále běhu na 800 metrů. Ve finále se umístil na pátém místě v novém osobním rekordu 1:42,95; David Rudisha doběhl jako první ve světovém rekordu 1:40,91. Na druhém místě doběhl Nijel Amos z Botswany, na třetím Timothy Kitum z Keni a na čtvrtém týmový kolega Symmondse Duane Solomon.
V roce 2013 dosáhl Symmonds nejvyššího umístění na mezinárodním mistrovství a získal stříbrnou medaili na mistrovství světa v atletice v roce 2013, zaběhl tam nejlepší čas sezóny – 1:43,55. V té době to byl nejrychlejší běh, jaký zaběhl americký běžec na 800 m mužů na mistrovství světa.
Symmonds byl vyloučen z amerického týmu při mistrovství světa v atletice v roce 2015 z důvodu konfliktu sponzorských práv mezi jeho osobním sponzorem Brooks a sponzorem amerického týmu Nike.
V roce 2014 Nick a jeho bývalý trenér Sam Lapray založili společnost Run Gum, která prodává sportovcům kofeinovou žvýkačku. V lednu 2016 společnost Run Gum podala proti USA Track and Field antimonopolní žalobu za pravidla, které Symmonds vnímal jako pravidla potlačující konkurenci. V květnu téhož roku federální soud žalobu zamítl.
Symmonds se nezúčastnil olympijské přípravy v roce 2016 kvůli zraněnému kotníku.

## Osobní život
Symmonds se staví proti absurdně přísným pravidlům omezující sportovce v rámci vlastní prezentace. V sezóně 2012 dražil na levém rameni prostor pro dočasné tetování. Vítězným uchazečem byla reklamní agentura Hanson Dodge Creative z Milwaukee, která zaplatila 11 000 dolarů za prostor, aby inzerovala svůj účet na Twitteru. Při některých soutěžích, jako byla olympijská příprava a olympijské hry byl Symmonds povinen zakrýt tetování bílou páskou, která v praxi upozornila na tetovanou reklamu pod ní. Symmonds není prvním sportovcem, který to dělá; v roce 2004 vrhač olympijského týmu Adam Nelson aktivně prodával prostor na trikotu v sezóně 2005 (kdy vyhrál mistrovství světa IAAF ). Stejná praxe je běžná také v boxu.
Na mistrovstvích světa v atletice v Moskvě v roce 2013 byl Symmonds aktivním kritikem ruských „anti-homosexuálních“ zákonů. Svou stříbrnou medaili věnoval svým gay a lesbickým přátelům.
Symmonds zveřejnil v listopadu 2013 článek ve vydání časopisu Runner's World Magazine, v němž obhajuje to, že by Kongres měl povolit „útočné pušky a pistole pro všechny mimo policejního a vojenského personálu“.
Symmonds měl vztah s Paris Hilton. Symmonds byl nazván Bradem Pittem atletiky. Symmonds má domácího králíka jménem Mortimer, se kterým se účastnil reklamní kampaně PETA proti testování na zvířatech. Symmonds je také vášnivý rybář.
Založil kanál na YouTube, který má pomoci komunitě s odpověďmi na otázky spojené s během a využívá tam znalosti, které získal během dlouhé kariéry v běhu.

## Osobní rekordy
- 100 m venku - 11,52 (Eugene, Oregon, 25. července 2019)
- 400 m venku - 47,45 (Dublin, Irsko, 25. července 2012)
- 800 m venku - 1: 42,95 (Londýn, 9. srpna 2012)
- 800 m uvnitř - 1: 46,48 (Valencie, Španělsko, 9. března 2008)
- 1500 m - 3: 34,55 (Monako 2013) [24]
- míle v hale - 3: 56,72 (Seattle, Washington, 13. ledna 2007) [25]
- míle venku - 3: 59,68 (Nashville, Tennessee, 6. června 2015) [26]
- pivní míle - 5:19 (21. srpna 2012) [27]
- 5 km silnice - 15:49 (Boise, Idaho, 27. listopadu 2014) [28]
- maraton - 3:00:35 (Honolulu, Havaj) [29]

## Velká vítězství
- Mistrovství USA v venkovní atletice: 2008 (1:44.10); 2009 (1:45,86); 2010 (1:45,98); 2011 (1:44,17); 2012 (1:43,92); 2015 (1:44,53)
- Olympijská příprava v USA v roce 2012 800 m - 1:43,92 (25. června 2012)
- 2009 Prefontaine Classic 800 m - 1:45,86 (7. června 2009)
- Boston Indoor Games v roce 2009 1 000 m - 2:20,52 (7. února 2009)
- Olympijská příprava v USA v roce 2008 800 m - 1:44,10 (30. června 2008) [10]
- 2007 Prefontaine Classic 800 m - 1:44,54 (10. června 2007) [30]
- 2007 USA halový šampionát 800 m - 1:48,73
- 2007 Boston Indoor Games 800 m - 1: 48,15